# Faten Zahran Mohammed
Pour les articles homonymes, voir Mohammed.
Faten Zahran Mohammed (en arabe : فاتن زهران محمد, née le 11 octobre 1955 au Caire, est une biochimiste égyptienne et biologiste de l'environnement, biologiste du cancer et toxicologue connue pour ses travaux sur les effets anti-tumoraux du venin de serpent et de l'iodoacétate (en). Elle est actuellement professeure de biochimie à l'université de Zagazig, en Égypte, chef de la division de biochimie, Faculté des sciences et membre des comités de promotion des universités égyptiennes "EUPC".

## Biographie
Elle a obtenu son bachelor of sciences en 1977, sa maîtrise en biochimie en 1981, et son doctorat de biochimie en 1985 de la Faculté des sciences de l'université Ain Shams. Elle a reçu son M.Sc. et Ph.D. sous la supervision de Fawzia Abbas Fahim. 
Elle a travaillé comme démonstratrice de biochimie au département de chimie, Faculté des sciences de l'université de Zagazig, en Égypte, de 1977 à 1981, puis chargée de cours adjointe de biochimie de 1981 à 1985, ensuite chargée de cours de biochimie de 1985 à 1991 et elle est devenue professeure adjointe de biochimie de 1991 à 1996 et enfin professeure de biochimie au Département de chimie de 1996 à 2008.  

## Publications
- Fahim FA ., Zahran F., Mady EA. "Effect of N. nigricollis venom and its fraction on EAC in mice" Dans: Conférence Internationale de la Société égyptienne d'Oncologie des marqueurs de tumeurs, 1, Le Caire, 1988. Université Ain Shams - Faculté de médecine, 1988. 375-94.
- Mohamed AH, Fouad S, El-Aasar S, Salem AM, Abdel-Aal A, Hassan AA, Zahran F, Abbas N. "Effects of several snake venoms on serum and tissue transaminases, alkaline phosphatase and lactate dehydrogenase" Toxicon. 1981; 19 (5): 605-9.
- Fawzia A. Fahim, Nadia Y.S. Morcos, Faten Z. Muhammad et Amr Y. Esmat, « Role of dietary magnesium and/or manganese variables on ehrlich ascites tumor‐bearing mice », Nutrition and Cancer, vol. 12, no 3,‎ 1989, p. 279–86 (PMID 2771804, DOI 10.1080/01635588909514027)